# Sergi II de Constantinoble
Sergi II (en grec antic: Σέργιος Β′) va ser patriarca de Constantinoble de l'any 999 al 1019.
Segons diu Joan Escilitzes era parent del patriarca Foci. Quan va morir el patriarca Teofilacte l'any 956 se li va oferir succeir-lo en el càrrec, però s'hi va negar i va proposar que s'elegís a Polieucte, i així es va fer.
Va acceptar el càrrec a una edat molt avançada, quan el va nomenar l'emperador Basili II Bulgaròcton (976-1025) per succeir al patriarca Sisini II. Durant el seu mandat les lleis religioses es van traduir al rus. Va morir l'any 1019 i el va succeir Eustaci. L'Església Ortodoxa el va declarar sant, i celebra la seva festa el dia 12 d'abril.